# Vorly
Vorly település Franciaországban, Cher megyében. Lakosainak száma 248 fő (2022. január 1.). Vorly Saint-Denis-de-Palin, Saint-Germain-des-Bois, Saint-Just és Senneçay községekkel határos.

## Népesség
A település népessége az elmúlt években az alábbi módon változott:
| Lakosok száma | 300  | 254  | 263  | 250  | 247  | 237  | 232  | 243  | 249  | 248  |
|               | 1968 | 1982 | 1990 | 2006 | 2013 | 2015 | 2017 | 2019 | 2020 | 2022 |